# عالیخانی
عالیخانی یک نام خانوادگی است. افراد شاخص با این نام از این قرارند: 
- مهرداد عالیخانی، مدیرکل وزارت اطلاعات ایران در هنگام اجرای قتل‌های زنجیره‌ای
- علینقی عالیخانی، اقتصاددان و وزیر اقتصاد دودمان پهلوی